# قائمة المستشفيات الجامعية (مصر)
هي المستشفيات التابعة لوزارة التعليم العالي في مصر. بلغ عددها 125 مستشفى، وتنقسم إلى قسمين، 73 مستشفى يقدم خدمات طبية متعددة التخصصات، و52 مستشفى متخصصًا في الأورام، وعلاج الإدمان الصحة النفسية، وصحة المرأة، وطب المسنين، والسموم الإكلينيكية، والطوارئ، والجهاز الهضمي والكبد، والأطفال، وطب وجراحة العيون، وأمراض الكلى وجراحة المسالك البولية، وجراحات اليوم الواحد، والنساء والتوليد، وجراحة القلب والصدر والأوعية الدموية، وتضم هذه المستشفيات 30% من إجمالي أسرة الرعاية الصحية في المنشآت الحكومية، و50% من إجمالي أسرة العناية المركزة في القطاع الحكومي، ويُساهم هذا التنوع في تلبية احتياجات المرضى المختلفة، وتوفير رعاية صحية شاملة على مستوى عالٍ.

## المستشفيات

### أقليم القاهرة
- قصر العيني
- مستشفيات جامعة عين شمس
- مستشفى الحسين الجامعي
- مستشفى الزهراء الجامعي
- مستشفى جامعة الأزهر التخصصي

### إقليم الدلتا
- مستشفيات جامعة الزقازيق
- مستشفيات جامعة المنصورة
- مستشفيات جامعة المنوفية
- مستشفى كفرالشيخ الجامعي
- مستشفى بنها الجامعي

### إقليم القناة
- مستشفي جامعة بورسعيد
- مستشفيات جامعة قناة السويس
- مستشفي السويس الجامعي

### إقليم الصعيد
- مستشفي بني سويف الجامعي
- مستشفيات جامعة المنيا
- مستشفيات جامعة أسيوط
- مستشفيات جامعة سوهاج
- مستشفى جامعة الأقصر
- مستشفيات جامعة أسوان